# Фрухт, Роберт
Роберт Вертхаймер Фрухт (позже известный как Роберто Фрухт) (9 августа 1906 — 26 июня 1997) немецко-чилийский математик, его научной специальностью была теория графов и симметрии графов.

Граф Фрухта

## Биография
В 1908 году семья Фрухта переехала из города Брно, Австро-Венгрия (сейчас находится в Чешской Республике), где он родился, в Берлин. В 1924 году Фрухт поступил в Берлинский университет, где заинтересовался дифференциальной геометрией, но затем под влиянием своего докторского советника Иссая Шура переключился на теорию групп. В 1931 году получил докторскую степень. Он не смог найти академическую работу в Германии из-за своего еврейского происхождения, поэтому стал актуарием в Триесте, но покинул Италию в 1938 году из-за расовых законов, которые вступили в силу в то время. Он переехал в Аргентину, где жили родственники его жены, и попытался переехать оттуда в Соединенные Штаты, но его работа за пределами академии помешала ему получить необходимую визу. В то же время Роберт Бройш, немецкий математик, работавший в Чили в течение трех лет, собрался уезжать в США и пригласил Фрухта занять свою должность в Техническом университете им. Федерико Санта-Мария в Вальпараисо, Чили, где Фрухт в 1939 году нашел свое место в академическом заведении. В Санта-Мария Фрухт занимал должность декана физического-математического факультета с 1948 по 1968 год и в 1970 году ушел на пенсию, чтобы стать почетным профессором.
Фрухт известен теоремой Фрухта, в которой утверждается то, что каждая группа может быть реализована как группа симметрий неориентированного графа, в том числе для графа Фрухта — одного из пяти наименьших кубических графов без каких-либо нетривиальных симметрий. Аббревиатура LCF-кода, метода описания кубических гамильтоновых графов, расшифровывается по инициалам Джошуа Ледерберга, Гарольда Коксетера и Фрухта его ключевых разработчиков.
Фрухт был избран в чилийскую Академию наук в качестве члена-корреспондента в 1979 году. В 1982 году специальный выпуск журнала теории графов был опубликован в честь Фрухта. В честь его восьмидесятилетия в 1986 году был выпущен специальный выпуск журнала Scientia, серия A (журнал математического факультета Технического университета имени Федерико Санта-Мария).